# Flávia Biroli
Flávia Millena Biroli Tokarski (São José do Rio Preto, 1975) é uma jornalista e cientista política brasileira.

## Biografia

### Formação acadêmica
Graduo-se no curso de Jornalismo no ano de 1996 na Universidade Estadual Paulista (Unesp). Realizou seu mestrado na Universidade Estadual de Campinas (Unicamp), onde estudou a morte de Getúlio Vargas e sua repercussão na imprensa.
Doutorou-se no ano de 2003 com a tese Imprensa e democracia no Brasil dos anos 1950 e 1960, também defendida na Unicamp.

### Vida profissional
Autora de vários livros sobre democracia, gênero e mídia, é professora de Ciência Política na Universidade de Brasília (UNB) e especialista em teoria política feminista. Coordena, com Marlise Matos, a área temática "Gênero, democracia e políticas públicas", da Associação Brasileira de Ciência Política; integrou a diretoria da Associação Nacional de Pós-Graduação e Pesquisa em Ciências Sociais (Anpocs), de 2010 a 2012. Em 2018, assumiu a Presidência da Associação Brasileira de Ciência Política, com gestão até 2020. Integrou o Grupo de Pesquisa sobre Democracia e Desigualdades (Demodê), na UnB, liderado pelo cientista político Luis Felipe Miguel. Faz parte do Grupo de Assessoras da Sociedade Civil da ONU Mulheres no Brasil. Foi co-editora da Revista Brasileira de Ciência Política, entre 2009 e 2016.

## Livros publicados
- BIROLI, F.; MIGUEL, L. F. (Org.) . Aborto e democracia. 1. ed. São Paulo: Alameda, 2016. v. 1. 242p.
- BIROLI, F.. Autonomia e desigualdades de gênero: contribuições do feminismo para a crítica democrática. 1. ed. Niterói e Vinhedo: Editora da UFF e Editora Horizonte, 2013. v. 1. 208p.
- MIGUEL, L. F. ; BIROLI, F. . Caleidoscópio convexo: mulheres, política e mídia. 1. ed. São Paulo: Editora Unesp, 2011. v. 1. 230p.
- BIROLI, F. Família: novos conceitos. 1. ed. São Paulo: Editora da Fundação Perseu Abramo, 2014. v. 1. 83p.
- BIROLI, F. Gênero e desigualdades. 1. ed. São Paulo: Boitempo, 2018. v. 1. 252p.
- MIGUEL, L. F. ; BIROLI, F. . Feminismo e política. 1. ed. São Paulo: Boitempo, 2014. 166p.
- MIGUEL, L. F. (Org.) ; BIROLI, F. (Org.) . Mídia, representação e democracia. 1. ed. São Paulo: Hucitec, 2010. v. 1. 301p.
- MIGUEL, L. F. (Org.) ; BIROLI, F. (Org.) . Teoria política feminista: textos centrais. 11. ed. Vinhedo e Niterói: Horizonte e Editora da Universidade Federal Fluminense, 2013. v. 1. 376p.
- BIROLI, F.; MIGUEL, L. F. (Org.) . Teoria política e feminismo: abordagens brasileiras. 1. ed. Vinhedo, SP: Editora Horizonte, 2012. v. 1. 290p.